# Wjatscheslaw Iwanowitsch Klokow
Wjatscheslaw Iwanowitsch Klokow (russisch Вячеслав Иванович Клоков; * 2. September 1959) ist ein ehemaliger sowjetischer Gewichtheber.

## Persönliches
Klokow ist der Vater des russischen Gewichthebers Dmitri Klokow (* 1983).

## Sportliche Karriere
Klokows internationale Karriere bestand aus lediglich drei Wettkämpfen, den Welt- und Europameisterschaften von 1981 bis 1983, die als jeweils eine Veranstaltung ausgetragen wurden.
1981 trat er in Lille das erste Mal in Erscheinung. Im 2. Schwergewicht bis 110 kg konnte er mit 410,0 kg (185,0/225,0 kg) den zweiten Platz hinter Waleri Krawchuk mit 415,0 kg belegen. Im Reißen gewann er mit 185,0 kg seinen ersten Welt- und Europameistertitel.
Auch bei seiner zweiten WM 1982 in Ljubljana musste sich Klokow mit dem zweiten Platz begnügen. Zwar steigerte er sich auf 427,5 kg (190,0/237,5 kg) und erzielte somit das gleiche Ergebnis wie Sergej Arakelow, dieser war jedoch fast 2 kg leichter als Klokow.
Seinen letzten internationalen Wettkampf bestritt Klokow mit den Weltmeisterschaften 1983 in Moskau, wo er mit insgesamt vier Weltrekorden und einem Zweikampfergebnis von 440,0 kg (192,5/247,5 kg) alle drei Goldmedaillen gewinnen konnte. Mit dieser Leistung distanzierte sich Klokow um 30 kg bzw. 40 kg auf die Nächstplatzierten József Jacsó und Anton Baraniak.
Nach Beendigung seiner aktiven Laufbahn, in der er insgesamt sieben Weltrekorde aufstellte, war Klokow unter anderem Vizepräsident des europäischen Gewichtheberverbands, sowie Mitglied im Technischen Komitee des Weltverbands IWF. Er ist Mitglied der Weightlifting Hall of Fame.

## Persönliche Bestleistungen
- Reißen: 192,5 kg in der Klasse bis 110 kg bei der WM 1983 in Moskau
- Stoßen: 247,5 kg in der Klasse bis 110 kg bei der WM 1983 in Moskau
- Zweikampf: 440,0 kg (192,5/247,5 kg) in der Klasse bis 110 kg bei der WM 1983 in Moskau